# (9797) Raes
(9797) Raes est un astéroïde de la ceinture principale.

## Description
(9797) Raes est un astéroïde de la ceinture principale. Il fut découvert le 18 avril 1996 à La Silla par Eric Walter Elst. Il présente une orbite caractérisée par un demi-grand axe de 3,17 UA, une excentricité de 0,16 et une inclinaison de 1,2° par rapport à l'écliptique.

## Compléments